# 50 minutes Rome
50 minutes Rome er en dokumentarfilm instrueret af Jannik Splidsboel efter eget manuskript.

## Handling
Et personligt, åbent og kitch portræt af verdens største museum. Er Rom en historisk og religiøs film-kulisse, hvor der ikke længere er plads til romeren? Er det overhovedet muligt at lave en dokumentar om denne by? Filmen er et forsøg på at præsentere en enestående, smuk og mærkelig by, set fra nye og anderledes vinkler, med bidrag fra folk som bor der. Kameraet går på opdagelse i 50 minutter i Rom.